# Giovanni Francesco Venturini
Giovanni Francesco Venturini (Roma, 1650 – Roma, 1711) è stato un incisore italiano.
Nel 1684 fece pubblicare vari studi prospettici delle fontane della città eterna insieme a quelli di Giovanni Battista Falda.